# Саламина (град)
Саламина (гр: Σαλαμίνα, Salamina) град је у средишњој Грчкој, у округу Острва периферије Атика. То је најважније насеље на истоименом острву Саламина и највећи град округа Острва.
Саламина је познато викенд-излетиште за Атињане. Такође град је важно полазиште трајеката ка Егејским острвима и Саронским острвима.

## Положај
Саламина се налази у средишњем делу острва Саламина, које је смештено у северној половини Саронског залива, испред Атике. Град је удаљен 20 километара западно од средишта Атине. 
Град се сместио у омањем заливу Саронског залива, у узаној приобалној равници.

## Историја
Саламина је био познато насеље у време старе Грчке. Она је током класичног периода била у поседу старе Атине.

## Становништво
| 2011.  |
| ------ |
| 39.283 |

Град Саламина има око 25.000 ст., а са ближом околином око 31.000 ст. Лети и викендом се број повећава због бројних викенд-посетилаца.

## Галерија
- Карта острва Саламина
- Поглед на средиште Саламине
- Стара градска градња